# Leptopelis
Leptopelis Günther, 1859 è un genere di anfibi anuri unico appartenente alla sottofamiglia Leptopelinae Laurent, 1972.

## Tassonomia
Comprende le seguenti 54 specie
- Leptopelis anchietae (Bocage, 1873)
- Leptopelis anebos Portillo and Greenbaum, 2014
- Leptopelis argenteus (Pfeffer, 1893)
- Leptopelis aubryi (Duméril, 1856)
- Leptopelis aubryioides (Andersson, 1907)
- Leptopelis bequaerti Loveridge, 1941
- Leptopelis bocagii (Günther, 1865)
- Leptopelis boulengeri (Werner, 1898)
- Leptopelis brevirostris (Werner, 1898)
- Leptopelis broadleyi (Poynton, 1985)
- Leptopelis bufonides Schiøtz, 1967
- Leptopelis calcaratus (Boulenger, 1906)
- Leptopelis christyi (Boulenger, 1912)
- Leptopelis concolor Ahl, 1929
- Leptopelis cynnamomeus (Bocage, 1893)
- Leptopelis diffidens Tiutenko and Zinenko, 2021
- Leptopelis fenestratus Laurent, 1972
- Leptopelis fiziensis Laurent, 1973

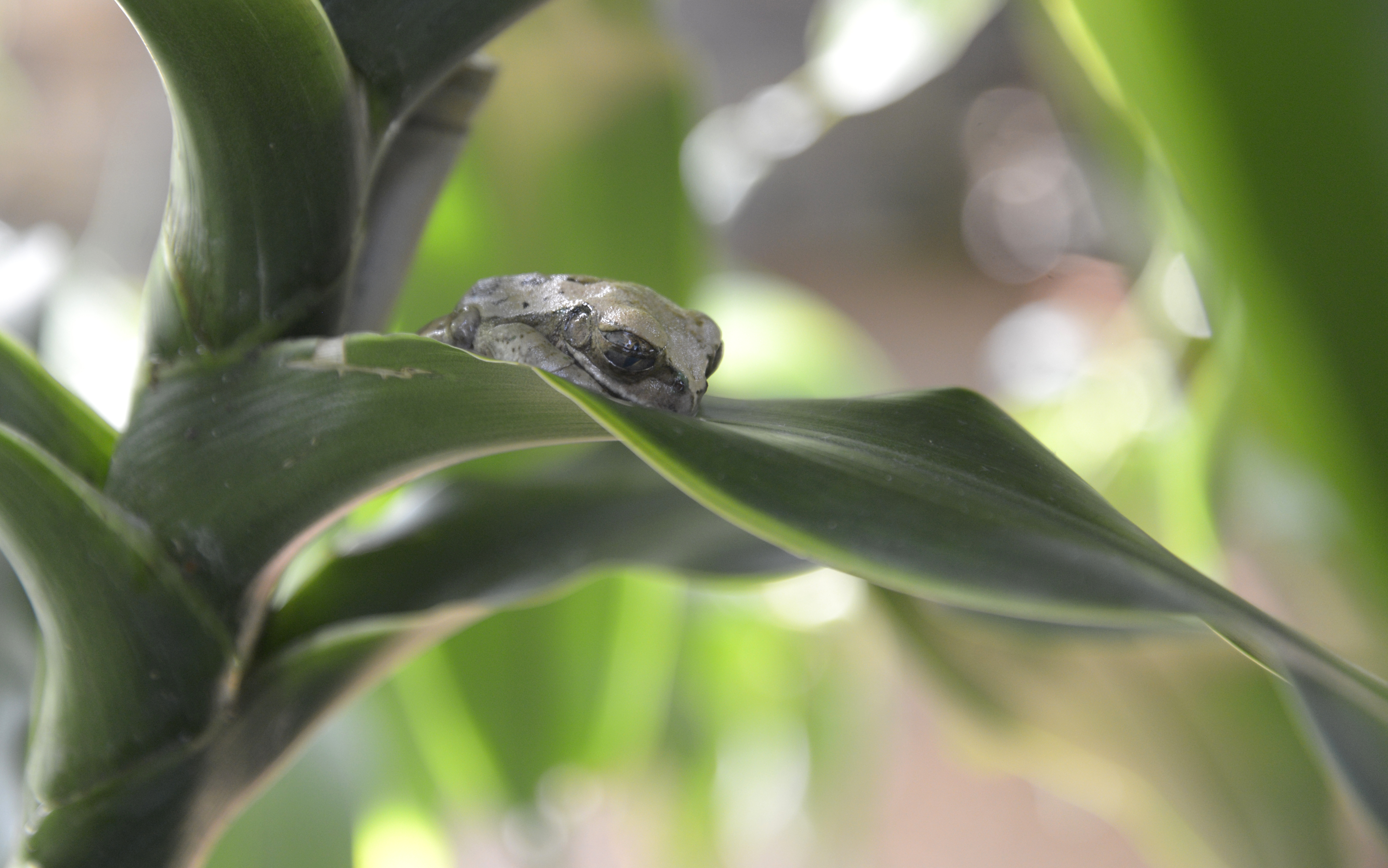
Leptopelis flavomaculatus nella serra del MUSE di Trento

- Leptopelis flavomaculatus (Günther, 1864)
- Leptopelis gramineus (Boulenger, 1898)
- Leptopelis grandiceps Ahl, 1929
- Leptopelis jordani Parker, 1936
- Leptopelis karissimbensis Ahl, 1929
- Leptopelis kivuensis Ahl, 1929
- Leptopelis lebeaui (De Witte, 1933)
- Leptopelis mackayi Köhler, Bwong, Schick, Veith, and Lötters, 2006
- Leptopelis macrotis Schiøtz, 1967
- Leptopelis marginatus (Bocage, 1895)
- Leptopelis millsoni (Boulenger, 1895)
- Leptopelis modestus (Werner, 1898)
- Leptopelis montanus Tiutenko and Zinenko, 2021
- Leptopelis mossambicus Poynton, 1985
- Leptopelis mtoewaate Portillo and Greenbaum, 2014
- Leptopelis natalensis (Smith, 1849)
- Leptopelis nordequatorialis Perret, 1966
- Leptopelis notatus (Peters, 1875)
- Leptopelis occidentalis Schiøtz, 1967
- Leptopelis ocellatus (Mocquard, 1902)
- Leptopelis oryi Inger, 1968
- Leptopelis palmatus (Peters, 1868)
- Leptopelis parbocagii Poynton and Broadley, 1987
- Leptopelis parkeri Barbour and Loveridge, 1928
- Leptopelis parvus Schmidt and Inger, 1959
- Leptopelis ragazzii (Boulenger, 1896)
- Leptopelis rufus Reichenow, 1874
- Leptopelis spiritusnoctis Rödel, 2007
- Leptopelis susanae Largen, 1977
- Leptopelis uluguruensis Barbour and Loveridge, 1928
- Leptopelis vannutellii (Boulenger, 1898)
- Leptopelis vermiculatus (Boulenger, 1909)
- Leptopelis viridis (Günther, 1869)
- Leptopelis xenodactylus Poynton, 1963
- Leptopelis yaldeni Largen, 1977
- Leptopelis zebra Amiet, 2001